# جيرالد غوتيرز
جيرالد غوتيرز (بالإنجليزية: Gerald Gutierrez)‏ هو مخرج أمريكي، ولد في 3 فبراير 1950 في بروكلين في الولايات المتحدة، وتوفي بنفس المكان في 29 ديسمبر 2003.

## وصلات خارجية
- جيرالد غوتيرز على موقع IMDb (الإنجليزية)
- جيرالد غوتيرز على موقع قاعدة بيانات برودواي على الإنترنت (الإنجليزية)
- جيرالد غوتيرز على موقع قاعدة بيانات برودواي على الإنترنت (الإنجليزية)
- جيرالد غوتيرز على موقع قاعدة بيانات الفيلم (الإنجليزية)